# Ильинский, Дмитрий Васильевич
Ильинский Дмитрий Васильевич (1822—1893) — офицер Российского императорского флота, участник Крымской войны, Альминского сражения, Обороны Севастополя, Георгиевский кавалер, капитан 1 ранга, инспектор московского учебного округа и студентов Императорского Московского университета.

## Биография
Дмитрий Васильевич Ильинский происходил из дворян Тульской губернии. Родился в 1822 году (по другим данным в 1821) в селе Ломиполоз Новосильского уезда Тульской губернии (ныне — село Ломи-Полозово в составе Алябьевского сельского поселения Мценского района Орловской области) в семье отставного ротмистра Владимирского уланского полка Василия Степановича Ильинского.
Окончил Тульскую мужскую гимназию и один курс Московского университета. В 1838 году поступил вольноопределяющимся на Черноморский флот. 9 февраля 1839 года произведён в гардемарины, в 1839 и 1840 годах проходил корабельную практику на Чёрном море на линейном корабле «Силистрия» крейсировал у абхазских берегов. 19 апреля 1842 года произведён в мичманы со старшинством с 22 декабря 1841 года и переведён на Балтийский флот. В 1842 и 1843 годах на линейном корабле «Константин» и фрегате «Диана» крейсировал на Балтийском море, затем в 1844 году на линейном корабле «Кацбах» плавал в Немецком море. В январе 1845 года переведён на Черноморский флот в 38-й флотский экипаж.
В 1845 году линейном корабле «Двенадцать апостолов», которым в то время командовал капитан I ранга В. А. Корнилов, крейсировал у абхазских берегов. Корнилов назначил Ильинского своим адъютантом и позже допустил в свой семейный круг, пригласив его в качестве восприемника (крестного отца) одного из сыновей. В 1846 году Ильинский спас упавшего за борт матроса. За этот самоотверженный поступок удостоился первой своей награды — ордена Святой Анны 3-й степени.
С сентября 1845 года по апрель 1846 года служил на бриге «Персей», на котором крейсировал у абхазских берегов. Затем вновь на корабле «Двенадцать Апостолов» под командованием Корнилова совершил трёхмесячный поход по Чёрному морю. В 1847 году на бриге «Орфей» находился в заграничном плавании по разным портам в распоряжении российского наместника. 11 апреля 1848 года был произведён в лейтенанты. В 1849—1850 годах на корабле «Двенадцать апостолов», фрегатах «Коварна» и «Кулевчи» крейсировал у кавказских берегов. В 1851 году выходил в море на пароходофрегате «Владимир» и бриге «Язон».

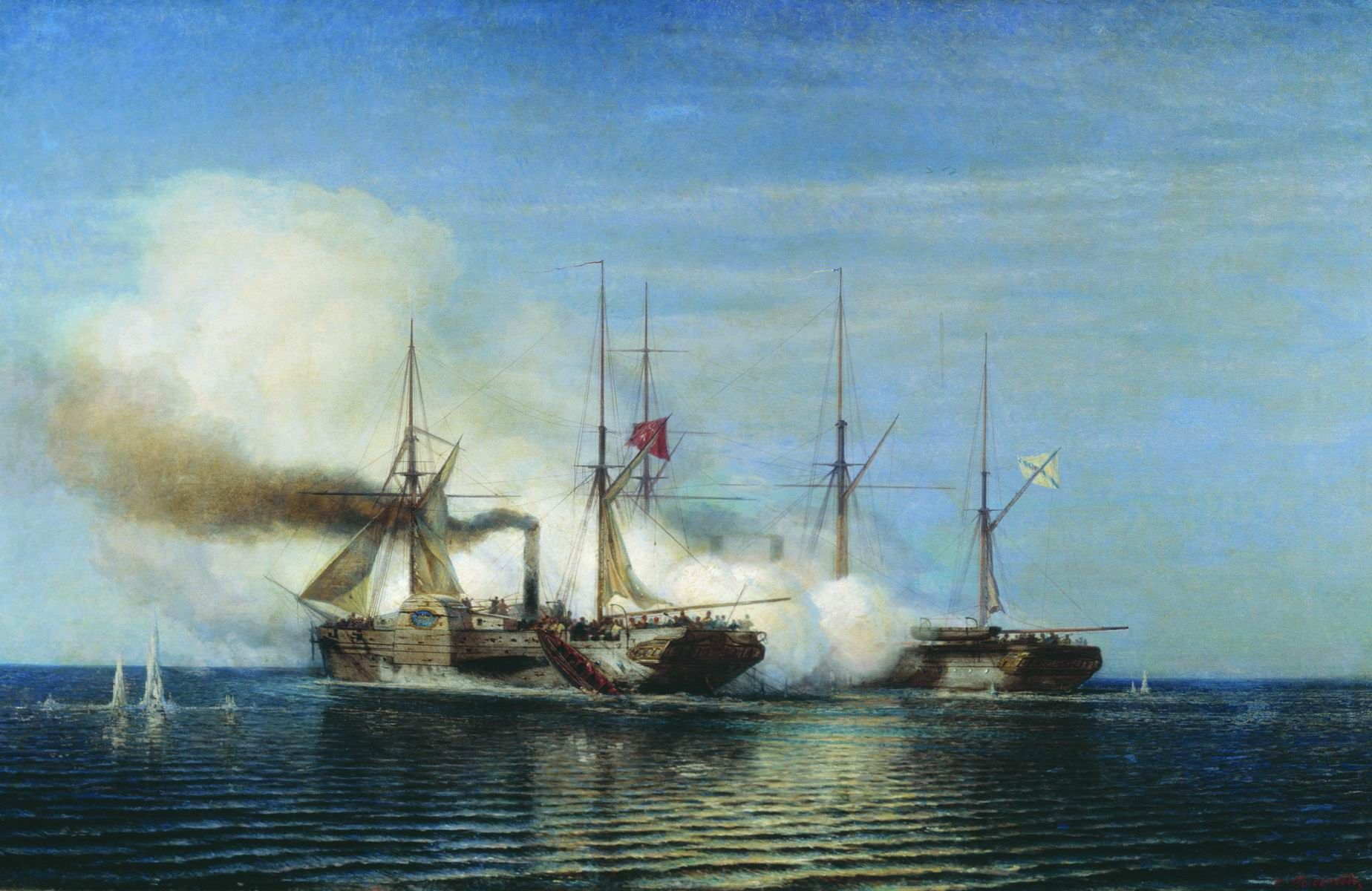
Пленение фрегатом «Владимиром» турецкого парохода «Перваз-Бахри»

В декабре 1852 года назначен командиром адмиральской яхты «Ореанда» на которой по приказанию начальника штаба Черноморского флота и портов вице-адмирала Корнилова обходил станции крейсирующих судов по Чёрному морю. В 1853 году Ильинский стал адъютантом Главного командира Черноморского флота и портов адмирала М. Б. Берха. В этой должности Ильинский проявил себя, участвуя 5 ноября 1853 года в бою русского пароходофрегата «Владимир» с турецким кораблём «Перваз-Бахри». Бой продолжалась более трех часов и завершился капитуляцией турок. Лейтенант Ильинский, умело действовал в ходе боя, а затем был послан командиром призовой команды, завладел призом и поднял русский флаг на сдавшемся корабле. За отличия в этом сражении был произведен 18 ноября 1853 года в капитан-лейтенанты. В начале 1854 года был назначен адъютантом вице-адмирала Корнилова, а вскоре — командиром 16-пушечного брига «Эней», который находился на севастопольском рейде.

### Участие в крымской войне
В августе 1854 года был назначен начальником морского отряда, состоявшего из сводных команд бригов «Эней» и «Язон». 8 сентября, командуя этим отрядом, принял участие в Альминском сражении. С 13 сентября 1854 года состоял в гарнизоне Севастополя на разных участках оборонительных линий города. Сначала вместе с командой брига «Эней» строил укрепления правофланговых батарей на Северной стороне города. 17 сентября назначен командиром им же построенного 5-го бастиона.

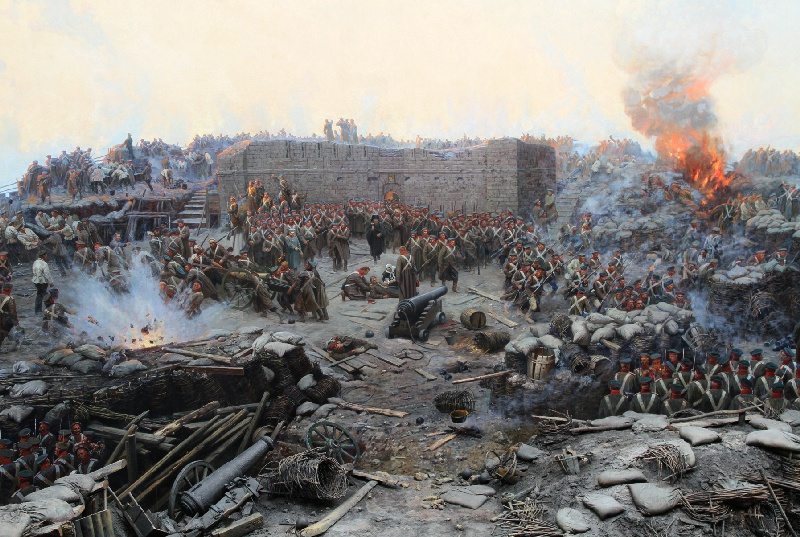
Оборона Севастополя (Франц Рубо)

Во время первой бомбардировки Севастополя 5 октября 1854 года его бастион выдержал натиск противника, несмотря на большие разрушения и потери в живой силе. Дмитрий Ильинский в своих воспоминаниях, опубликованных в 1892 году в журнале «Русский архив», писал: «… сосредоточенным огнём французских батарей каменный парапет казармы 5-го бастиона был совершенно разрушен, стоявшие за ним 5 орудий приведены в бездействие, а из 39 человек прислуги 19 выбыло из строя; нижняя часть стены также была значительно повреждена и местами даже пробита насквозь». Ильинский участвовал в трёх ночных вылазках на французские позиции. В одной из них, в ночь с 7 на 8 октября под его руководством два сводных отряда из 212 «охотников» от Минского и Углицкого полков, 5-го резервного батальона Белостокского полка и 33-го флотского экипажа, ворвались в траншеи французов, перекололи штыками неприятельских солдат и заклепали несколько орудий, с боем отошли на свои позиции. При отходе Ильинский был контужен в голову, 9 октября отправлен в госпиталь на Северной стороне города и оттуда в Симферополь, где находился по 14 октября, затем вновь вернулся на боевые позиции. Назначен состоять «по особым поручениям» при генерал-майоре Н. Д. Тимофееве, возглавил строительство и вооружение 6-й батареи с 17-ю морскими орудиями.
Высочайшим указом от 6 декабря 1854 года «…в воздаяние отличной храбрости и мужества, оказанных во время бомбардирования г. Севастополя англофранцузскими войсками и флотом» капитан-лейтенант Ильинский был награждён орденом Святого Георгия 4-й степени (№ 9538).
В феврале 1855 года назначен в распоряжение начальника 1-го отделения оборонительной линии по защите Севастополя, капитана 1 ранга А. А. Зарина. С марта 1855 года — ответственный за подготовку и согласование вылазок с 1-й оборонительной линии на неприятельские позиции. Участвуя в очередной вылазке был контужен. 28 марта 1855 года назначен командиром Ростиславского редута, а с 21 апреля, по распоряжению начальства, был комендантом 5-го Бастиона — «редута Шварца» и «люнета Белкина». С 3 июня 1855 года командовал 2-м бастионом. С 8 июля 1855 года ему было «назначено стоять по особым поручениям» при генерал-лейтенанте С. А. Хрулёве. Затем назначен начальником цепей и секретов всего левого фланга для воспрепятствования успехам неприятельских работ. В июле 1855 года Д. В. Ильинский назначен помощником начальника 5-го отделения оборонительной линии капитана 1 ранга П. А. Перелешина, позже утверждён начальником этого отделения, где и участвовал при отбитии штурма.
В ночь с 28 на 29 августа 1855 года, уже после оставления гарнизоном Южной стороны города, Ильинский с отрядом моряков на 20-вёсельном баркасе с пароходофрегата «Владимир», переправился через Большую бухту и высадился на Павловском мысу, рискуя в любой момент быть обнаруженным неприятелем. Моряки взорвали Павловскую батарею и перевезли на Северную сторону находившихся на батарее русских раненых. Затем до 30 декабря состоял офицером для особых поручений при Главнокомандующем генерал-лейтенанте М. Д. Горчакове. В сентябре 1855 года за распорядительность и отвагу, оказанные при последнем штурме Севастополя неприятелем был награжден Золотою саблею с надписью «За храбрость». 13 ноября 1855 года назначен командиром корвета «Медведь» с переводом в 44-й флотский экипаж. За отличие оказанное при обороне города Севастополя 24 ноября 1855 года произведён в капитаны 2-го ранга. 30 декабря 1855 года награждён орденом Святого Владимира 4-й степени с мечами за вывоз раненых из Павловской батареи и её подрыв. Позже был награжден серебряной медалью «За защиту Севастополя» и бронзовой медалью «В память войны 1853—1856».
25 июня 1856 года назначен исправляющим должность инспектора московского учебного округа с отчислением по флоту. В Москве жил в Борисоглебском переулке близ храма Николая Чудотворца, где пел в церковном хоре и был его старостой. 12 февраля 1857 года назначен на должность инспектора студентов Императорского Московского университета. 26 сентября 1858 года произведен за отличие в капитаны первого ранга. 24 марта 1860 года, согласно прошению, по болезни, вышел в отставку.
Умер 12 ноября 1893 года (по другим данным 8 декабря), был похоронен в имении своего отца внутри церковной ограды каменного трёхпрестольного храма Нерукотворного Образа Спасителя в с. Ламиполоз Новосильского уезда Тульской губернии. Могила не сохранилась.

## Семья
16 апреля 1857 года женился на Марии Илларионовне Мусиной-Пушкиной, дочери ярославского помещика, отставного инженера майора Иллариона Александровича Мусина-Пушкина, представителя старинного дворянского рода Мусины-Пушкиных. В семье было пять детей: сыновья Александр и Николай, дочери Мария, Елена и Вера. С 1860 года семья жила в Нижегородской губернии, где у его жены было родовое имение в Ардатовском уезде: 600 душ в селе Успенском, в селении Крутец, деревне Грачевке. В 1886 году семья Ильинских была причислена к числу дворян Нижегородской губернии.

## Память
Имя Ильинского Дмитрия Васильевича увековечено на мраморной плите в верхней церкви собора Святого Равноапостольного князя Владимира, где нанесены имена 72 офицеров Морского ведомства, кавалеров ордена Святого Георгия с доблестью защищавших Отечество в период Крымской войны 1853—1856 годов.